# مارک شوتس
مارک شوتس (به چکی: Marek Švec؛ زادهٔ ۱۷ فوریهٔ ۱۹۷۳) کشتی‌گیر پیشین اهل جمهوری چک است که در دستهٔ وزنی سنگین‌وزن کشتی فرنگی رقابت می‌کرد. 